# Colònia Escolar Sueca Catalana de Teià
La Colònia Sueca Catalana de Teià també coneguda com a Colònia Sueca Catalana de can Wertheïm de Teià, o Menjador Suec o Menjador de Suècia, va ser una iniciativa d'ajuda humanitària internacional a Teià per ajudar a alimentar els infants i oferir-los formació humanística durant la Guerra Civil Espanyola, sufragada per col·lectes populars realitzades a les ciutats sueques més importants i canalitzades a través de l'ambaixada de Suècia.
Sota la direcció del botànic Eric R. Svensson, l'activitat va durar deu mesos entre maig de 1938 i març de 1939, on la colònia va acollir a 200 nens i nenes de Teià i d'altres poblacions, que menjaven tres àpats al dia: esmorzar, dinar i berenar, i sopaven i dormien a casa seua. Durant l'estada tenien estones de formació escolar i humanística com ara gimnàstica sueca, dibuix, escultura, pintura, balls populars catalans, etc. així com estones lúdiques i alimentació.
El 21 de març de 1939 dos mesos després de l'ocupació de Teià per part de les tropes feixistes va dimitir el director i va tancar la casa.
L'any 2014 l'Ajuntament de Teià va realitzar un homenatge amb presència d'Annika Tingström directora de la Cambra de Comerç Hispano-Sueca de Barcelona i Lars Grundberg ambaixador de Suècia i la senyora Kristina Stenhammar, cònsol general de Suècia.